# Nicole Gnesotto
 (octobre 2019).
Nicole Gnesotto, née le 11 janvier 1954 à Fort-de-France, est une historienne française, experte des questions européennes et internationales. Professeure émérite du Conservatoire national des arts et métiers, elle est membre depuis juillet 2006 du conseil d'administration du think tank Notre Europe.

## Biographie

### Formation
Après une hypokhâgne et une khâgne au lycée Henri-IV (1973-1974) et un DEA d'histoire obtenu à l'université Panthéon-Sorbonne (1978), elle continue ses études à l'École normale supérieure de Cachan (1974-1978). Nicole Gnesotto est agrégée de lettres modernes.

### Carrière

#### Experte internationale et chercheuse
Nicole Gnesotto a été chef adjoint du Centre d'analyse et de prévision (CAP) du ministère français des Affaires étrangères de 1987 à 1990, puis chargée de recherche à l'Institut d'études de sécurité de l'UEO de 1990 à 1993.
Intervenante à l'Institut d'études politiques de Paris et chargée de mission auprès du directeur de l'Institut français des relations internationales (IFRI), Nicole Gnesotto est une spécialiste des questions liées à la sécurité européenne et aux relations euro-américaines.
Elle a dirigé l'Institut d'études de sécurité de l'Union de l'Europe occidentale (UEO) d'octobre 1999 à décembre 2001. Après la dissolution de l'UEO et l'intégration de certaines de ses composantes et compétences par la Commission européenne et le Conseil de l'Union européenne, elle a été sein de ce dernier la première directrice de l'Institut d'études de sécurité de l'Union européenne entre 2002 et 2007.
Aujourd’hui membre du réseau d’experts de la Commission européenne Nicole Gnesotto est vice-présidente de l'Institut Jacques Delors. Elle appartient également à la Commission du Livre Blanc sur la défense et la sécurité nationale.
Nicole Gnesotto est membre du comité de rédaction de la Revue Esprit et est une contributrice régulière des émissions consacrées à l'Europe sur France Culture. Depuis 2017, elle est également l'une des intervenantes régulières du podcast "Le Nouvel Esprit Public" animé par Philippe Meyer.

#### Professeure au Conservatoire national des arts et métiers, présidente de l'IHEDN
Nicole Gnesotto a été nommée professeure du Cnam, titulaire de la chaire « Union européenne » au Conservatoire national des arts et métiers, par décret du président de la République Nicolas Sarkozy, le 31 décembre 2007. Elle est professeure émérite du Cnam depuis décembre 2021 et référente déontologue depuis 2022.
Fondatrice et animatrice du cycle de conférences du Cnam « Forum Europe », elle a occupé les fonctions de vice-présidente du Conseil d'administration du Cnam de 2014 à 2019 aux côtés de Jean-Paul Herteman.
En sa qualité d’enseignante chercheuse et de conférencière experte des questions de défense européenne et de stratégie internationale, Nicole Gnesotto a été, de 2015 à 2019, la première femme à occuper les fonctions de présidente du conseil d'administration l’Institut des hautes études de défense nationale (IHEDN).

## Distinctions
- Chevalière de la Légion d'honneur
- Officière de l'ordre national du Mérite

## Source
- « Titulaires de la Chaire Glaverbel en 2002-2003 », sur euro.ucl.ac.be (version du 17 janvier 2006 sur Internet Archive)

## Référence
1. 1 2 3 4 5 6 7 8 9 10 11  « « Nicole GNESOTTO » (CV) », sur cnam.fr (version du 3 mars 2016 sur Internet Archive)
2. ↑  « Composition du Conseil d'administration de Notre Europe » (version du 2 mai 2006 sur Internet Archive)
3. ↑  « Nicole Gnesotto », sur Institut Jacques Delors (consulté le 23 septembre 2020)
4. ↑  « Nicole Gnesotto | Institut des hautes études de défense nationale », sur www.ihedn.fr (consulté le 25 septembre 2020)
5. ↑  « Nicole Gnesotto | Revue Esprit », sur Esprit Presse (consulté le 25 septembre 2020)
6. ↑  « Nicole Gnesotto : biographie, actualités et émissions France Culture », sur France Culture (consulté le 25 septembre 2020)
7. ↑  Cnam, « Cnam - Innovation - Nicole Gnesotto », sur Innovation (consulté le 23 septembre 2020)
8. ↑  « Décret de nomination », sur www.legifrance.gouv.fr, 31 décembre 2007 (consulté le 23 septembre 2020)
9. ↑  Cnam, « Cnam - EPN Stratégies - Conférences publiques du Forum Europe », sur EPN Stratégies (consulté le 23 septembre 2020)
10. ↑  « Décret de nomination », sur www.legifrance.gouv.fr, 17 juin 2016 (consulté le 23 septembre 2020)